# Парк (гостиница)
 Парк (также корпус № 2, ранее гостиница № 2) — один из корпусов санатория «Гурзуфский» в Гурзуфе, построенный в годах по проекту архитектора П. К Теребенёва по заказу владельца гурзуфского имения Петра Ионовича Губонина, как здание комплекса дач-гостиниц, известного, как Гостиницы Губонина. Памятник градостроительства и архитектуры федерального значения России, согласно законодательству Украины — памятник культурного наследия.
Во времена П. И. Губонина здание носило название гостиница № 2, после революции, в составе военного санатория изменённого на корпус № 2, а в 1990-х годах «по непонятным причинам» получило наименование «Парк».

## Описание
Самая вместительная гостиница курорта, включавшая 48 номеров, по другим данным 51 номер, (по современным обмерам общая площадь 1 746,7 м², размерами по фасаду 18.2 м и 42.8 м в длину, высота до карниза 14 м) построена по проекту и под руководством ялтинского городского архитектора Платона Константиновича Теребенёва, с использованием разных архитектурных объёмов, комбинирующих элементы модерна и стиля «ориент». Завершение строительства относят к 1889 году. В общей планировке курорта «Гурзуф» гостинице, стоящей в конечной планировке между корпусом № 5 Шаляпинский и рестораном, отводилось центральное положение: перед ней разместили главную площадь, на которой установили фонтан «Ночь», ставший со временем символом курорт. От берега Авунды к гостинице устроили пандусы к площади перед входом в здание, от пандусов начиналась небольшая («венецианская») лестница, с двумя львами на постаментах на верхней площадке. От подножия лестницы по парку веером расходится сеть грунтовых дорожек и аллей.
Изначально сооружение носило название Гостиница № 2. По описанию 1900 года — гостиница «каменная, крытая железом, 4 этажа, карниз резной, тёсовый, 2 ванные комнаты, с балконами» — хотя, ввиду уклона, здание получилось разноэтажным, в 4 этажа внизу и 3 выше по склону. Гористый рельеф позволил архитектору П. К. Теребеневу сделать отдельные входы: один, парадный, с юго-запада, на уровне цокольного этажа и другой, с северо-востока (здание стоит по оси оси юго-запад — северо-восток), на уровне второго этажа. В здании также имеются, служебные входы. На северо-восточном фасаде устроено два входа: на уровне первого и на уровне второго этажа, перед которыми сооружён мостик.

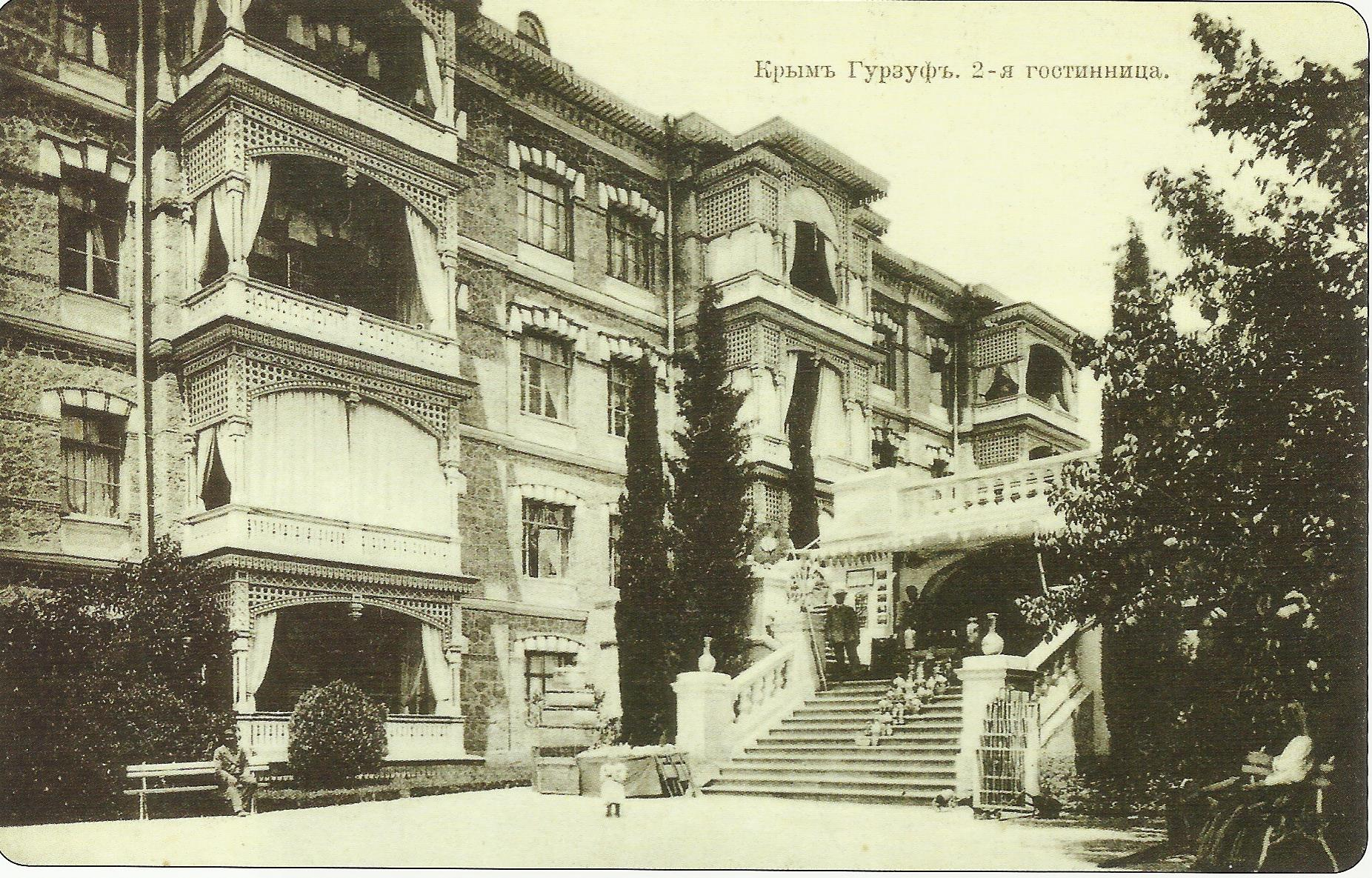
Мостик перед северо-восточным входом, 1905 г

Наружные стены построены из колотого серого мраморовидного гаспринского известняка, с тщательной притёской швов и чередующимися декоративными кирпичными поясами. Межэтажные и верхний карнизы выполнены в виде профилированных штукатурных тяг с последующей окраской. Отделка Колонны главного входа, отделанные в 1950 годы мраморными плитами, как поздние переделки, не являются объектом охраны, как памятник.
Крыша здания четырёхскатная вальмовая на деревянных стропилах, в которой сделаны слуховые прямоугольные окна с полукруглыми завершениями. По деревянной обрешётке уложена металлическая фальцевая кровля. Деревянные подзоры обрамлены прорезным узором. Фасады гостиницы были оформлены глубокими лоджиями и деревянными балконами украшенными декоративной резьбой в восточном стиле. На боковых и северо-восточном фасадах балконы прямоугольной конфигурации, на главном фасаде также прямоугольные, установленные на деревянных кронштейнах, с деревянными резными стойками, богато украшенные декоративными элементами, сверху покрыты металлом. В 1950 годах к некоторым номерам (ранее «безбалконным») были пристроены балконы «…нарушающие аутентичную тектонику фасадов» и потому не являющиеся предметом охраны, при этом изначальные четырёхстворчатые окна, ранее находившиеся на этом месте, уничтожили. Оконные и дверные проёмы обрамлены клинчатыми каменными наличниками с замковым камнем и покрыты окрашенной штукатуркой с чередованием белых плоских и серых участков с имитацией кирпичной кладки. Окна изначально были деревянные (из « твёрдых пород»), в одну, две, три и четыре створки с фрамугой (в настоящее время, многие, как пришедшие в негодность, заменены на металлопластиковые), а некоторые большие, изначально четырёхстворчатые, при ранних переделках заменены балконами. Наружные двери, остеклённые, одностворчатые и двустворчатые, с фрамугами (некоторые также заменены на металлопластиковые). Окна между балконами были обрамлены фигурными наличниками. На главном фасаде стены вертикально акцентированы сильно выступающими ризалитами, на боковых и задней стенах ризалиты сделаны более плоскими. Внутри корпуса в северной части расположена двухмаршевая «П-образной» конфигурации «бескосоурная» парадная лестница с мраморными ступенями, чугунным ограждением с литыми украшениями и деревянными профилированными перилами. Потолки в некоторых помещениях и лестничные площадки при поздних ремонтах покрыли альфрейной росписью.

## История
Считается, что проект и строительство осуществлял ялтинский городской архитектор П. К. Теребенёв, закончив работы в 1889 году, когда гостиница приняла первых постояльцев. Самая большая гостиница курорта включала 48 номеров (по сведениям путеводителя Бумбера 1914 года 49 номеров) разных размеров и ценовых категорий, к двум входам были устроены подъездные дороги. Работала гостиница круглогодично, стоимость номера составляла от 2 до 8 рублей в сутки и от 30 до 300 рублей в месяц в зависимости от комфортабельности, зимой цены снижались до 50 % и номер на месяц мог стоить от 15 рублей. По сведениям В. А. Щепетова, приведённым в книге «Гурзуф на Южном берегу Крыма и его лечебные средства» 1890 год, стоимость колебалась от 1 рубля до 10 рублей в сутки (за 10 рублей предоставлялся трёхкомнатный номер с передней и большими балконами) в период август — октябрь, в остальные месяцы цена падала примерно на 40 %, до 70 копеек в сутки за маленький номер. При съёме на месяц делалась скидка. В зимние месяцы (ноябрь — апрель) предоставлялся полный пансион с существенной скидкой. В посвящённых курорту изданиях особо отмечалась возможность принимать морские и пресные ванны и, как новинку Гурзуфа: «Номера сдаются с постельным бельем, которое меняется раз в неделю. За лишнюю смену белья взимается 50 коп. с кровати». В 1900 цена номера в гостинице № 2 — «от 2 до 15 рублей в сутки».
После открытия на территории гостиниц Губонина в 1922 году Военно-курортной станции для красных командиров название «Гостиница № 2» было заменено на «Корпус № 2». С переходом под юрисдикцию Украины в 1991 году получило наименование «Парк» санатория «Гурзуфский», с 2014 года — под тем же названием в составе санатория «Гурзуфский» Управления делами Президента РФ, филиал ФГБУ «Детский медицинский центр» Управления делами Президента России.
В 2014 на главном фасаде корпуса в рамках Крымско-Московских историко-архивных краеведческих чтений была установлена временная мемориальная доска в память основателя курорта П. И. Губонина, 30 сентября 2019 года открыта постоянная мемориальная доска, сделанная из чёрного гранита с портретом Губонина П. И. На ленте над портретом выбита надпись «Не себе, а Родине», ниже — «ГУБОНИН Петр Ионович 1825/26-1894 Основатель первого Российского курорта в Крыму Мемориальная доска установлена 30. 09. 2019».
Приказом Государственного комитета по охране культурного наследия Республики Крым № 120 от 30 июня 2016 года утверждено охранное обязательство памятника градостроительства и архитектуры федерального значения России